# Cendejas de Enmedio
Cendejas de Enmedio è un comune spagnolo di 121 abitanti situato nella comunità autonoma di Castiglia-La Mancia.